# Büro der Vereinten Nationen für Abrüstungsfragen

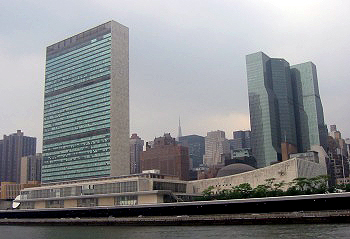
Büro für Abrüstungsfragen im UN-Hauptquartier in New York

Das englisch United Nations Office for Disarmament Affairs (UNODA) ‚Büro der Vereinten Nationen für Abrüstungsfragen‘ ist eine Abteilung des UN-Sekretariats.
UNODA ist mit der Aufgabe vertraut, die Abrüstung im Bereich von nuklearen, biologischen sowie chemischen Massenvernichtungswaffen zu fördern, sowie deren Verbreitung (Proliferation) einzuschränken.
Darüber hinaus unterstützt es auch die Abrüstungsbemühungen im konventionellen Bereich mit Schwerpunkt Landminen und Kleinwaffen, welche in modernen Konflikten eine bedeutende Rolle spielen.

## Entstehung
Das Büro für Abrüstungsfragen wurde 1998 unter dem damaligen UN-Generalsekretär Kofi Annan gegründet. 
Das 1. Komitee für Abrüstung und internationale Sicherheit der Generalversammlung beschäftigt sich mit den entsprechenden Themen.

## Beauftragte für Abrüstungsfragen
Der Vorsitz von UNODA wechselt ab.
| Name                     | Herkunft    | Amtszeit  |
| ------------------------ | ----------- | --------- |
| Jayantha Dhanapala       | Sri Lanka   | 1998–2003 |
| Nobuyasu Abe             | Japan       | 2003–2006 |
| Nobuaki Tanaka           | Japan       | 2006–2007 |
| Sergio de Queiroz Duarte | Brasilien   | 2007–2012 |
| Angela Kane              | Deutschland | 2012–2015 |
| Kim Won-Soo              | Südkorea    | 2015–2017 |
| Izumi Nakamitsu          | Japan       | seit 2017 |